# Iluppaiyurani
Iluppaiyurani è una suddivisione dell'India, classificata come town panchayat, di 11.843 abitanti, situata nel distretto di Thoothukudi, nello stato federato del Tamil Nadu. In base al numero di abitanti la città rientra nella classe IV (da 10.000 a 19.999 persone).

## Geografia fisica
La città è situata a 09° 11' 15 N e 77° 53' 33 E.

## Società

### Evoluzione demografica
Al censimento del 2001 la popolazione di Iluppaiyurani assommava a 11.843 persone, delle quali 5.878 maschi e 5.965 femmine. I bambini di età inferiore o uguale ai sei anni assommavano a 1.202, dei quali 610 maschi e 592 femmine. Infine, coloro che erano in grado di saper almeno leggere e scrivere erano 8.489, dei quali 4.584 maschi e 3.905 femmine.